# Parafia Macierzyństwa Najświętszej Maryi Panny w Pisarzowicach
Parafia Macierzyństwa Najświętszej Maryi Panny w Pisarzowicach – parafia rzymskokatolicka w dekanacie Lubań w diecezji legnickiej. Obsługiwana przez księży archidiecezjalnych. Erygowana w 1993.